# Coosa River
Coosa River er hovedtilløbet til Alabama River og løber i de amerikanske stater Alabama og Georgia; den øvre del løber i Georgia, men omkring 90 % af Coosa River løber i Alabama. Floden, der er en del af Mobile-Alabama-Coosa River-systemet, er omkring 450 km lang Den begynder ved sammenløbet af Oostanaula og Etowah River i Rome (Georgia) i den sydvestligste ende bjergkæden Appalacherne.
Floden er flere steder opstemmet til store søer, for at producere vandkraft, den største er Lake Weis på 122 km² ved byen Leesburg i nærheden af grænsen til Georgia.